# Thaumastognathia tanseimaruae
Thaumastognathia tanseimaruae is een pissebed uit de familie Gnathiidae. De wetenschappelijke naam van de soort is voor het eerst geldig gepubliceerd in 2008 door Shimomura & Tanaka.